# Boling
Boling è un census-designated place (CDP) degli Stati Uniti d'America della contea di Wharton nello Stato del Texas. La popolazione era di 1 122 abitanti al censimento del 2010. È stato creato per distacco dal CDP di Boling-Iago.

## Geografia fisica
Boling è situata a 29°15′30″N 95°56′37″W (29.258398, -95.943552).
Secondo lo United States Census Bureau, il CDP ha una superficie totale di 12,24 km², dei quali 12,09 km² di territorio e 0,15 km² di acque interne (1,21% del totale).

## Società

### Evoluzione demografica
Secondo il censimento del 2010, la popolazione era di 1 122 abitanti.

### Etnie e minoranze straniere
Secondo il censimento del 2010, la composizione etnica del CDP era formata dal 69,7% di bianchi, il 7,58% di afroamericani, lo 0,89% di nativi americani, lo 0,18% di asiatici, lo 0% di oceanici, il 20,23% di altre razze, e l'1,43% di due o più etnie. Ispanici o latinos di qualunque razza erano il 58,73% della popolazione.